# Francesco Brusco
Francesco Brusco (Vibonati, 28 febbraio 1941) è un politico italiano.
Già esponente del Partito Socialista Italiano, è stato sindaco di Vibonati (1988-1990 e 1993-1994) e assessore della Provincia di Salerno (1990-1992).
Nel 1994, anno in cui viene arrestato, dopo il mancato accordo con l'Alleanza dei Progressisti, aderisce al Centro Cristiano Democratico, per il quale è eletto consigliere provinciale nel 1999 e consigliere regionale in Campania nel 2000.
Nel 2001 approda alla Camera dei deputati. Nel 2003 lascia l'Unione dei Democratici Cristiani e di Centro e aderisce a Forza Italia, nelle cui liste è riconfermato nel 2006.
Successivamente aderisce al Movimento per le Autonomie. Nel 2010 si candida per un seggio alla regione Campania, ma non è eletto e la sua lista Noi Sud non raggiunge neppure il quorum provinciale. Dal 5 giugno 2016 è  sindaco di Vibonati. Conclude la sua attività con le elezioni comunali del 2021 di Vibonati.